# Hyophorbe
Hyophorbe é um género botânico pertencente à família Arecaceae.

## Espécies
1. Hyophorbe amaricaulis Mart.
2. Hyophorbe indica Gaertn.
3. Hyophorbe lagenicaulis (L.H.Bailey) H.E.Moore
4. Hyophorbe vaughanii L.H.Bailey
5. Hyophorbe verschaffeltii H.Wendl.